# Partido judicial de Navalmoral de la Mata
El partido judicial de Navalmoral de la Mata es uno de los siete partidos judiciales en los que se encuentra dividida para la administración judicial la provincia de Cáceres, en España.
El partido abarca una superficie de 2848,3 km² y da servicio a 42 municipios.

## Localización
Está situado en el noreste de la provincia de Cáceres en el límite con la provincia de Toledo y la provincia de Ávila. Linda al norte con el Partido judicial de Arenas de San Pedro (Ávila), al sur con el partido de Logrosán (Cáceres), al oeste con los de Trujillo (Cáceres) y Plasencia (Cáceres) y al este con el Partido judicial de Talavera de la Reina (Toledo).

## Municipios adscritos
La Ley 38/1988 de 28 de diciembre, de demarcación y de planta judicial integró a los siguientes municipios en el partido judicial número 3 de la provincia de Cáceres.
- Aldeanueva de la Vera
- Almaraz
- Belvís de Monroy
- Berrocalejo
- Bohonal de Ibor
- Campillo de Deleitosa
- Carrascalejo
- Casas de Miravete
- Casatejada
- Castañar de Ibor
- Cuacos de Yuste
- Fresnedoso de Ibor
- Garvín
- El Gordo
- Guijo de Santa Bárbara
- Higuera de Albalat
- Jarandilla de la Vera
- Losar de la Vera
- Madrigal de la Vera
- Majadas de Tiétar
- Mesas de Ibor
- Millanes
- Navalmoral de la Mata
- Navalvillar de Ibor
- Peraleda de la Mata
- Peraleda de San Román
- Pueblonuevo de Miramontes (desde 2013)[4]
- Robledillo de la Vera
- Robledollano
- Romangordo
- Rosalejo (desde 1994)[5]
- Saucedilla
- Serrejón
- Talaveruela de la Vera
- Talayuela
- Tiétar (desde 2011)[6]
- Toril
- Valdecañas de Tajo
- Valdehúncar
- Valdelacasa de Tajo
- Valverde de la Vera
- Viandar de la Vera
- Villanueva de la Vera
- Villar del Pedroso

## Historia

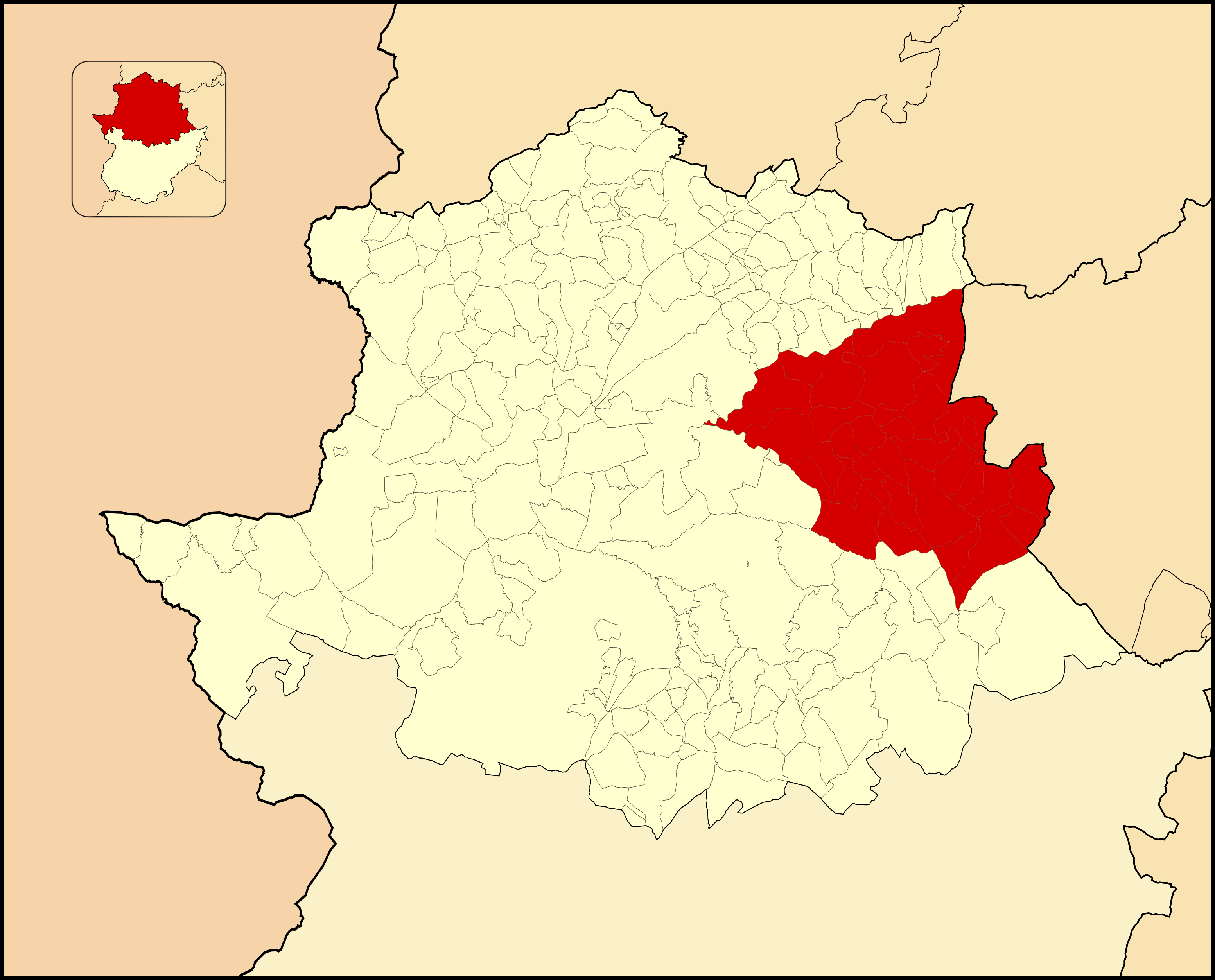
Partido judicial de Navalmoral de la Mata antes de 1988.

Sus orígenes datan de principios del siglo XIX. Se constituyó en 1834 por los siguientes municipios:
- Almaraz
- Belvís de Monroy
- Berrocalejo
- Bohonal de Ibor
- Campillo de Deleitosa
- Carrascalejo
- Casas de Belvís (integrado en Belvís de Monroy)
- Casas del Puerto de Miravete
- Casatejada
- Castañar de Ibor
- Espadañal (integrado en Navalmoral de la Mata; actualmente despoblado)
- Fresnedoso de Ibor
- Garvín
- El Gordo
- Higuera de Albalat
- Majadas de Tiétar
- Mesas de Ibor
- Millanes
- Navatrasierra (integrado en Villar del Pedroso)
- Navalmoral de la Mata
- Navalvillar de Ibor
- Peraleda de la Mata
- Peraleda de San Román
- Puebla de Naciados (integrado en El Gordo; actualmente despoblado)
- Romangordo
- Saucedilla
- Serrejón
- Talavera la Vieja (despoblado desde 1963; actualmente sumergido bajo el embalse de Valdecañas)
- Talayuela
- Toril
- Torviscoso (integrado en Peraleda de la Mata; actualmente despoblado)
- Valdecañas de Tajo
- Valdehúncar
- Valdelacasa de Tajo
- Villar del Pedroso

En 1955 se incorporó Robledollano, hasta entonces perteneciente al partido judicial de Logrosán.
Los municipios de la parte oriental de La Vera se incorporaron con la reforma de 1988, al desaparecer el partido judicial de Jarandilla.

## Comarca de Navalmoral de la Mata
El Ministerio de Agricultura, Alimentación y Medio Ambiente ha propuesto constituir una comarca con el nombre de "comarca de Navalmoral de la Mata" en el territorio que abarcaba el partido judicial antes de 1988.